# Atopsyche hintoni
Atopsyche hintoni är en nattsländeart som beskrevs av Donald G. Denning 1964. Atopsyche hintoni ingår i släktet Atopsyche och familjen Hydrobiosidae. Inga underarter finns listade i Catalogue of Life.

## Bildgalleri

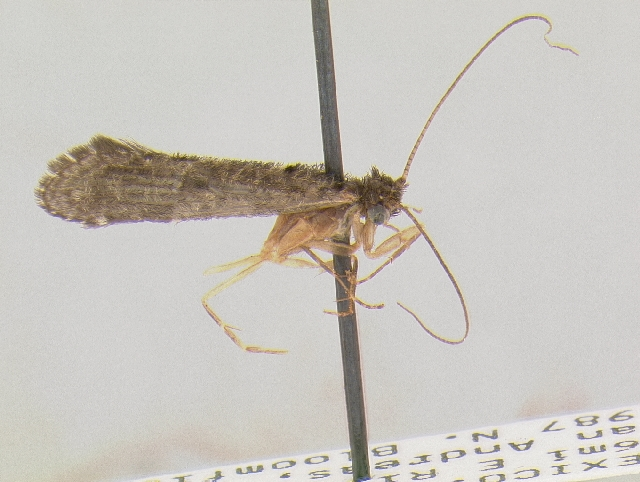